# Omotayo Akinremi
Omotayo Akinremi (* 13. September 1974) ist eine ehemalige nigerianische Sprinterin und Hürdenläuferin, die sich auf die 400-Meter-Distanz spezialisiert hat. Sie wurde Afrikameisterin über 400 Meter und 400 m Hürden sowie dreimal mit der 4-mal-400-Meter-Staffel. Zudem siegte sie mit der Staffel 1990 bei den Afrikaspielen. Auch ihre Zwillingsschwester Omolade Akinremi war als Leichtathletin aktiv.

## Sportliche Laufbahn
Erste internationale Erfahrungen sammelte Omotayo Akinremi vermutlich im Jahr 1990, als sie bei den Afrikameisterschaften in Kairo in 58,83 s die Bronzemedaille im 400-Meter-Hürdenlauf hinter der Marokkanerin Nezha Bidouane und ihrer Zwillingsschwester Omolade Akinremi gewann. Zudem siegte sie mit der nigerianischen 4-mal-400-Meter-Staffel in 3:40,04 min gemeinsam mit Omolade Akinremi, Charity Opara und Fatima Yusuf. Im Jahr darauf schied sie bei den Weltmeisterschaften in Tokio mit 58,25 s in der ersten Runde über 400 m Hürden aus und verhalf der Staffel zum Finaleinzug. Anschließend gewann sie bei den Afrikaspielen in Kairo in 58,85 s die Bronzemedaille im Hürdenlauf hinter der Ivorerin Marie Womplou und ihrer Schwester Omolade Akinremi und siegt mit der Staffel in 3:31,05 min gemeinsam mit Airat Bakare, Charity Opara und Fatima Yusuf. 1992 siegte sie bei den Afrikameisterschaften in Belle Vue Maurel in 52,53 s im 400-Meter-Lauf und verteidigte mit der Staffel in 3:33,13 min ihren Titel. Anschließend belegte sie beim IAAF World Cup in Havanna in 53,84 s den siebten Platz über 400 Meter und wurde im Staffelbewerb mit 3:31,90 min Dritte. Im Jahr darauf belegte sie bei der Sommer-Universiade in Buffalo in 53,35 s den vierten Platz über 400 Meter und gewann im Staffelbewerb in 3:34,97 min die Bronzemedaille hinter den Teams aus den Vereinigten Staaten und Kuba. Zuvor siegte sie bei den Afrikameisterschaften in Durban in 57,59 s über 400 m Hürden sowie mit der Staffel in 3:33,21 min gemeinsam mit Omolade Akinremi, Emily Odoemenam und Mary Onyali-Omagbemi. Im August verpasste sie mit der Staffel bei den Weltmeisterschaften in Stuttgart mit 3:33,12 min den Finaleinzug. Sie setzte ihre Karriere bis mindestens 2001 fort, konnte sich aber für keine internationalen Meisterschaften mehr qualifizieren.

## Persönliche Bestleistungen
- 400 Meter: 53,12 s, 13. April 1996 in Azusa
- 400 m Hürden: 56,55 s, 14. April 2001 in Tempe